# Schönaich (Oberschwarzach)
Schönaich ist ein Gemeindeteil des Marktes Oberschwarzach im unterfränkischen Landkreis Schweinfurt in Bayern. Schönaich liegt in der Gemarkung Siegendorf.

## Geografische Lage
Das Kirchdorf liegt im Südosten des Gemeindegebiets. Im Norden befindet sich Breitbach, im Nordosten und Osten beginnt das Gemeindegebiet von Ebrach im Landkreis Bamberg in Oberfranken. Die Gemarkung von Groß- und Kleingressingen liegt Schönaich am nächsten. Südlich liegt der Landkreis Kitzingen mit dem Gemeindeteil Ebersbrunn im Markt Geiselwind. Südwestlich, ebenfalls im Landkreis Kitzingen, befindet sich Altenschönbach, ein Prichsenstadter Gemeindeteil. Nordwestlich liegt Siegendorf.

## Geschichte

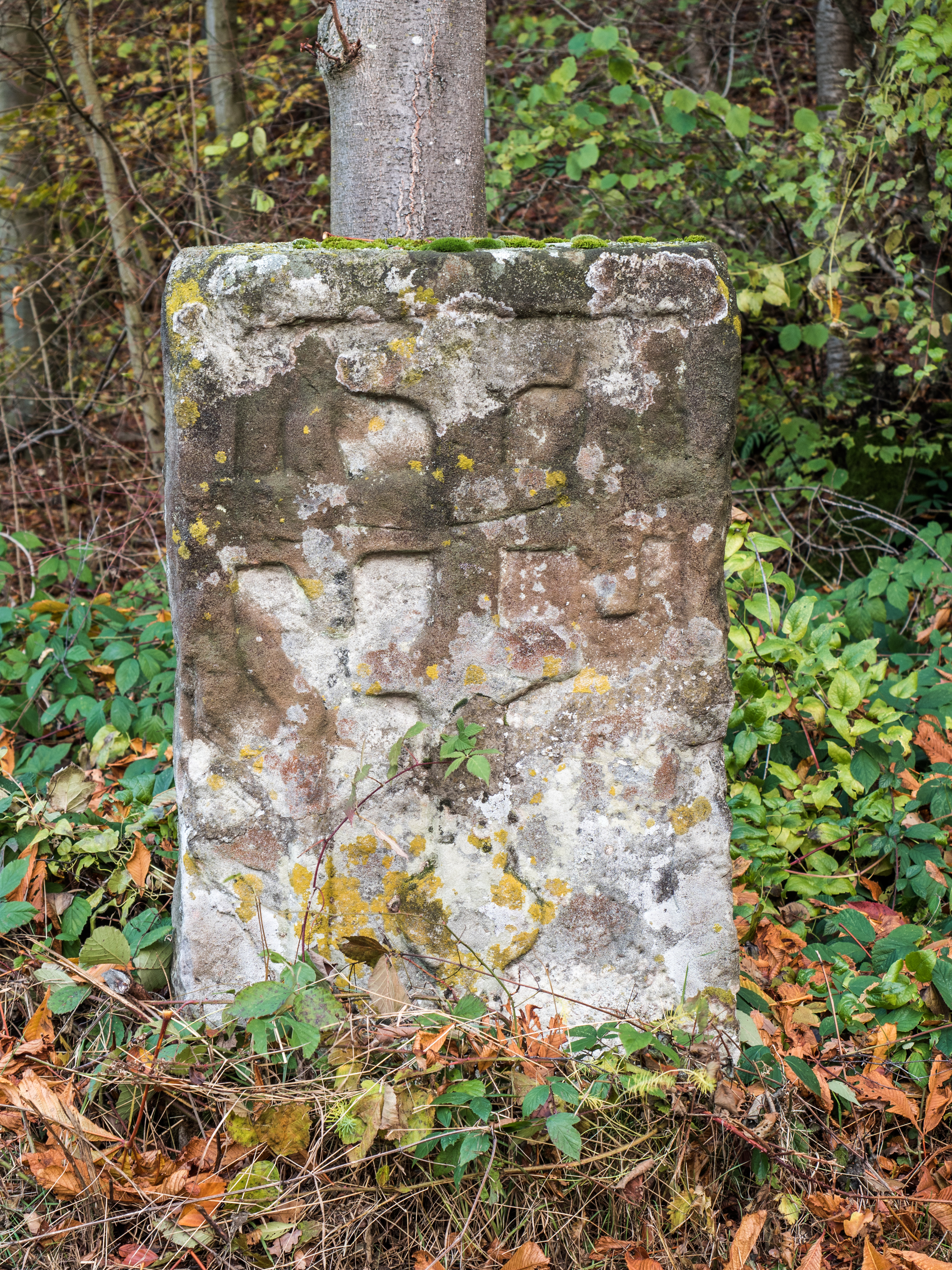
Der Kreuzstein an der Ebersbrunner Steige

Der Ortsname Schönaich geht auf die Gegebenheiten des Umlandes zurück und kann wohl als „zum schönen Eichenwald“ oder „zur schönen Eiche“ gedeutet werden. Das Dorf war im 18. und 19. Jahrhundert der Wirkungsort der sogenannten Bory-Familie, die ursprünglich als Stuckateure aus Italien dorthin gekommen waren. Als sich der Kunstgeschmack wandelte, begann die Familie ihren Lebensunterhalt mit Diebstählen zu verdienen. Schließlich wanderte sie nach Amerika aus.

## Baudenkmäler
Den Mittelpunkt des Dorfes bildet die katholische Filialkapelle St. Michael. Sie wurde im 19. Jahrhundert errichtet und ist stilistisch der Neugotik zuzuordnen. Auf dem Dach befindet sich ein kleines, vierseitiges Glockentürmchen. Im Jahr 1965 wurde der ebenfalls neugotische Altar entfernt und eine schlichte Steinmensa angebracht. Ein Bildteppich mit der Darstellung des Erzengels Michael ersetzt das Altarbild, er wurde von Gustl Kirchner aus Schweinfurt entworfen und in der Werkstatt Olga Pacher hergestellt. Der Leuchter kam aus der Werkstatt Ludwig Boßle.
Zwei Wegkapellen mit einigen neugotischen Reliefs wurden im Jahr 1843 gebaut. Typisch sind die vielen Reliefs, die heute die Häuser im Ort zieren. Meist entstammen sie ebenso der Zeit um 1843 und wurden im Giebel aufgestellt. Wesentlich älter sind nur die zwei sogenannten Pestkreuze aus dem Mittelalter. Dort sollen Personen an der Pest gestorben sein und Sagen ihren Ausgang genommen haben.